# 東武200形電車 (軌道)

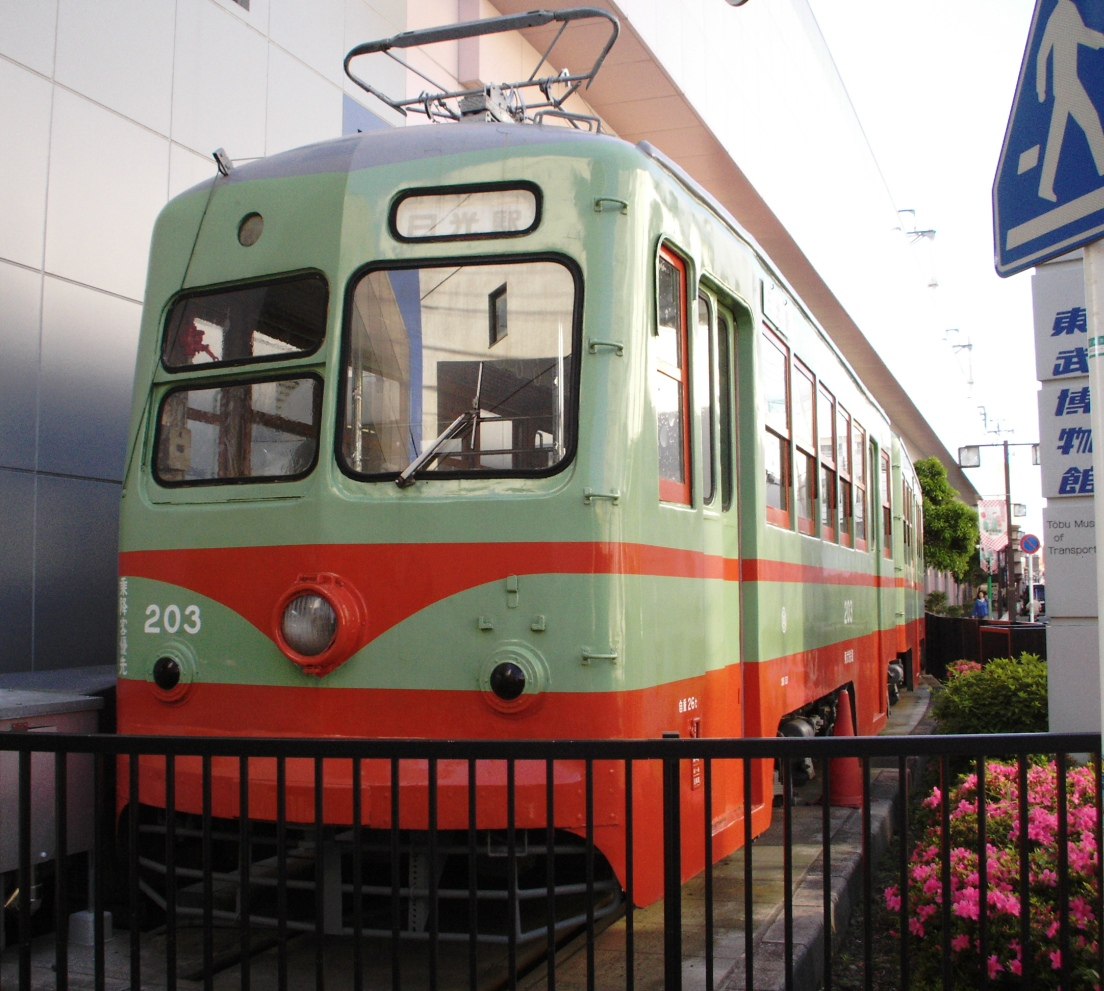
200形203
（東武博物館にて静態保存）

東武200形電車（とうぶ200がたでんしゃ）は、かつて東武鉄道に在籍していた路面電車車両。1954年（昭和29年）に日光軌道線向けに新製された連接車である。

## 概要
1953年（昭和28年）の100形導入により近代化が進められた日光軌道線であったが、多客時の輸送用に残存していた従来車を完全に淘汰し、併せて輸送力増強を図るべく、より収容力の大きな本形式が新製されることとなった。
1954年に201 - 206の6編成が宇都宮車輌および汽車製造東京支店で新製された。

## 車体
湘南型の正面形状など、基本的な構造は100形に準じているが、2車体3台車の連接構造とされ、定員が100形の96名から150名へと約1.5倍に増強されたことが最大の特徴である。連接部分は広幅貫通路とされ、渡り板を段差のない円形の特殊形状としたこともあって、一体感のある車内とされている。

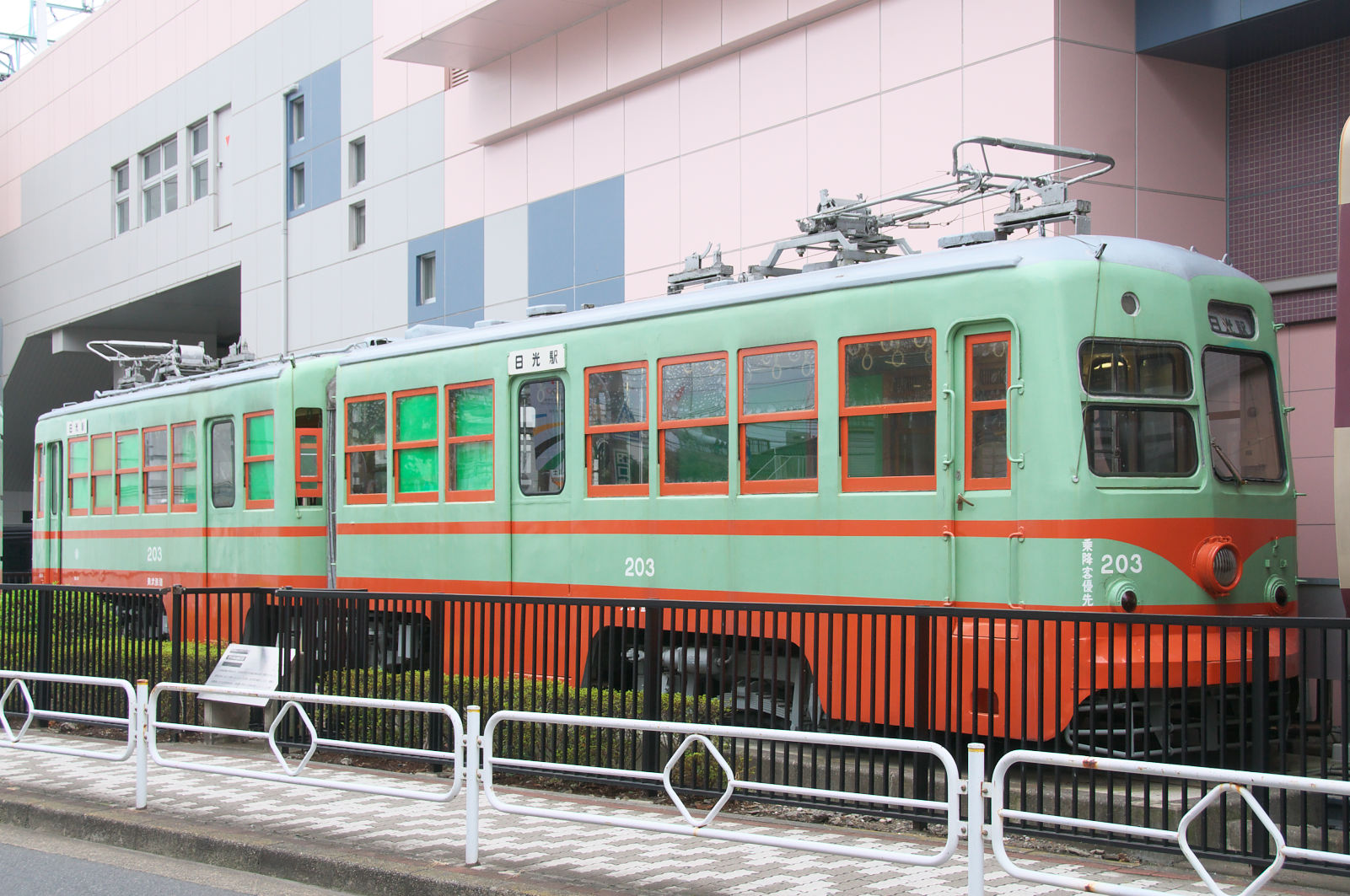
車掌台側から見た200形。東武博物館の保存車

客用扉は1編成当たり片側3か所で、窓配置は1D5D1・3D31d（D：客用扉、d：乗務員扉）と左右非対称設計となっている。また、この関係で隣接して客用扉のない車掌台側には乗務員扉が設けられており、これに続く側窓1枚も構体がこの部分より絞られるなどの構造的な制約から、隣接する3枚の側窓が間柱の幅を80mmで等間隔としていたのに対し、180mmとやや幅広の間柱を置いている。客用扉は100形と同様、運転台寄りの1か所のみが2枚連接構造の引戸で、そのほか2か所は通常の1枚引戸とされ、側面窓枠はいずれも木製の二段窓（上段下降・下段上昇式）である。
車内はロングシート仕様で室内灯は白熱灯、内張りは木製ニス塗り、床はリノリウム張りであった。車体塗装は100形と同一の淡緑地に朱色の帯を巻き、側面窓枠を朱色としたものとされている。

## 主要機器

### 主電動機
主電動機は補極付きの直流直巻式整流子電動機である東洋電機製造製TDK-532A-Cで、歯数比は4.5（63:14）、駆動装置は吊り掛け式である。各電動機の定格出力は100形用のTDK-532Bと同一であるが、連接車となったことから両端の台車に2基ずつ合計4基搭載され、2基ずつ直列接続を行うために巻線の接続を変更して電流量を87Aから166Aに増大し、端子電圧を半分の300Vに設定している。

### 制御器
制御器は日光軌道線初の間接自動制御方式が採用され、東洋電機製造ES-202電動カム軸式制御器が搭載されている。このES-202は勾配対策として電気制動を持ち、制御段数は力行・制動とも13段、前述の通り主電動機を2基直列に接続したものを2群並列接続し、速度制御は直・並列切換と抵抗制御のみで、弱め界磁は行わない。

### 台車
台車は100形と同系の高力鋳鋼による一体鋳造台車枠を備える住友金属製KS-40Jであるが、当時の路面電車用台車としては珍しくブレーキシリンダーが台車枠外側に設置されている。それに併せ、ブレーキシリンダーの数も1台車当たり2基に増強されている。

### ブレーキ
制動装置は電気制動連動のSME-D非常管付直通空気ブレーキで、前述の通り制動力確保のため各台車にブレーキシリンダーを装架しているため、中継弁を併用する。

### 集電装置
集電装置は東洋電機製造BC-3ビューゲルを各車体1基ずつ搭載し、原則として2基とも上昇させて使用していた。これは通常のビューゲルと異なり、上部に関節を設けて追従性を改善したものである。

## その後の経緯
登場後は100形と共に通勤・通学、そして観光輸送の足として運用された。また、本形式は団体輸送などの貸切列車運行の際には、その収容力の大きさを活かして優先的に使用されていた。なお、本形式の運行時には運転手は当初同線の旧型車や100形同様に立って乗務に着いたが、すぐに運転台に事務用の椅子を設置し、座って乗務するよう変更された。これは100形とワイパーの取りつけ位置が異なり（100形は正面窓の上部、200形は下部に取りつけ）、立って運転すると降雨・降雪時に著しく視界が遮られるためである。車掌は2人乗務し、1人は前寄り車体の車掌台で客扱いを行い、もう1人は後寄り車体の運転台で扉扱いを行う体制であった。
1968年（昭和43年）の日光軌道線廃止に伴って全車が廃車され、車齢14年と経年は低かったものの、100形のように他社へ譲渡されることなく大半の車両が解体処分された。しかし、203のみは民間に引き取られた後、1981年（昭和56年）3月にオープンした東武動物公園にて展示保存されることとなり、車内外を整備した上で同所に移設された。さらに1989年（平成元年）には、同年5月にオープンした東武博物館に移設され、同所の展示物として現在も静態保存されている。